# Bondy
Bondy là một xã trong vùng đô thị Paris, thuộc tỉnh Seine-Saint-Denis, vùng hành chính Île-de-France của nước Pháp, có dân số là 54.700 người (thời điểm 2005).

## Thông tin nhân khẩu
| 1946   | 1954   | 1962   | 1968   | 1975   | 1982   | 1990   | 1999   |
| ------ | ------ | ------ | ------ | ------ | ------ | ------ | ------ |
| 19,487 | 22,411 | 38,039 | 51,652 | 48,333 | 44,301 | 46,676 | 46,826 |